# Shawn Hochuli
Shawn Hochuli (* 25. Juni 1978 in Tempe, Arizona) ist ein US-amerikanischer Schiedsrichter im American Football, der seit dem Jahr 2014 in der NFL tätig ist. Er trägt die Uniform mit der Nummer 83.

## Karriere

### College Football
Vor dem Einstieg in die NFL arbeitete er als Schiedsrichter im College Football in der Big 12 Conference und Pacific-12 Conference.

### Arena Football League
Im Anschluss war er in der Arena Football League tätig. U. a. leitete er den ArenaBowl XXIV.

### National Football League
Hochuli begann im Jahr 2014 seine NFL-Laufbahn als Side Judge beim Spiel der Denver Broncos gegen die Indianapolis Colts. Nachdem Schiedsrichter Ed Hochuli – sein Vater – seinen Rücktritt bekannt gegeben hatte, wurde er zur NFL-Saison 2018 zum Hauptschiedsrichter ernannt. Sein erstes Spiel – die Baltimore Ravens gegen die Buffalo Bills – leitete er am 9. September 2018.
Die Beförderung von Shawn Hochuli zum Hauptschiedsrichter wurde von vielen Personen als Vetternwirtschaft kritisiert, da Shawn weit weniger Erfahrung hatte als andere Offizielle im NFL-Schiedsrichterwesen.